# Gran Premio de Japón de Motociclismo de 1988
El Gran Premio de Japón de Motociclismo de 1988 fue la primera prueba de la temporada 1988 del Campeonato Mundial de Motociclismo. El Gran Premio se disputó el 27 de marzo de 1988 en el Circuito de Suzuka.

## Resultados 500cc
El estadounidense Kevin Schwantz consigue su primera victoria en su palmarés y la primera victoria de Suzuki en seis años. Schwantz tuvo un bonito duelo con el vigente campeón, Wayne Gardner, antes de que el piloto de Honda cometiese un error en la última vuelta.
| Pos.     | Piloto              | Equipo                                   | Moto      | Tiempo    | Pts. |
| -------- | ------------------- | ---------------------------------------- | --------- | --------- | ---- |
| 1        | Kevin Schwantz      | Suzuki Pepsi Cola                        | Suzuki    | 50:03.750 | 20   |
| 2        | Wayne Gardner       | Rothmans Honda Team                      | Honda     | +8.384    | 17   |
| 3        | Eddie Lawson        | Marlboro Yamaha Team Agostini            | Yamaha    | +12.724   | 15   |
| 4        | Niall Mackenzie     | Team HRC                                 | Honda     | +15.785   | 13   |
| 5        | Tadahiko Taira      | Tech 21                                  | Yamaha    | +36.383   | 11   |
| 6        | Wayne Rainey        | Team Lucky Strike Roberts                | Yamaha    | +42.070   | 10   |
| 7        | Kevin Magee         | Team Lucky Strike Roberts                | Yamaha    | +42.179   | 9    |
| 8        | Christian Sarron    | Sonauto Gauloises Blondes Yamaha Mobil 1 | Yamaha    | +45.186   | 8    |
| 9        | Didier de Radiguès  | Marlboro Yamaha Team Agostini            | Yamaha    | +1:01.213 | 7    |
| 10       | Shunji Yatsushiro   | Rothmans Honda Team                      | Honda     | +1:10.228 | 6    |
| 11       | Hikaru Miyagi       | Team HRC                                 | Honda     | +1:16.201 | 5    |
| 12       | Ron Haslam          | Team ROC Elf Honda                       | Elf Honda | +1:20.045 | 4    |
| 13       | Patrick Igoa        | Sonauto Gauloises Blondes Yamaha Mobil 1 | Yamaha    | +1:29.535 | 3    |
| 14       | Pierfrancesco Chili | HB Honda Gallina Team                    | Honda     | +1:38.989 | 2    |
| 15       | Osamu Hiwatashi     | Suzuki Japan                             | Suzuki    | +1:42.545 | 1    |
| 16       | Takazumi Katayama   |                                          | Yamaha    | +1:43.611 |      |
| 17       | Masaru Mizutani     |                                          | Suzuki    | +2:04.446 |      |
| 18       | Keiji Kinoshita     |                                          | Honda     | +1 Vuelta |      |
| 19       | Alessandro Valesi   | Team Iberia                              | Honda     | +1 Vuelta |      |
| Ret      | Raymond Roche       | Cagiva Corse                             | Cagiva    | Ret       |      |
| Ret      | Rob McElnea         | Suzuki Pepsi Cola                        | Suzuki    | Ret       |      |
| Ret      | Katunori Shinozaki  |                                          | Suzuki    | Ret       |      |
| Ret      | Norihiko Fujiwara   | Lucky Strike Yamaha                      | Yamaha    | Ret       |      |
| Ret      | Randy Mamola        | Cagiva Corse                             | Cagiva    | Ret       |      |
| Ret      | Hisashi Yamana      |                                          | Suzuki    | Ret       |      |
| Ret      | Marco Gentile       | Fior Marlboro                            | Fior      | Ret       |      |
| Ret      | Manfred Fischer     | Team Hein Gericke                        | Honda     | Ret       |      |
| DNS      | Fabio Barchitta     | Racing Team Katayama                     | Honda     | DNS       |      |
| DNQ      | Kunio Machii        |                                          | Honda     | DNQ       |      |
| Sources: |                     |                                          |           |           |      |

## Resultados 250cc
El veterano piloto alemán Anton Mang consigue la que, a la postre, sería su última victoria en un Gran Premio. Por detrás, el español Sito Pons y el japonés Masaru Kobayashi completaron el podio.
| Pos. | Piloto               | Moto       | Tiempo    | Pts. |    |
| ---- | -------------------- | ---------- | --------- | ---- | -- |
| 1    | Anton Mang           | Honda      | 47:14.260 | 16   | 20 |
| 2    | Sito Pons            | Honda      | +0.620    | 19   | 17 |
| 3    | Masaru Kobayashi     | Honda      | +1.170    | 21   | 15 |
| 4    | Jacques Cornu        | Honda      | +4.970    | 4    | 13 |
| 5    | John Kocinski        | Yamaha     | +5.570    | 3    | 11 |
| 6    | Juan Garriga         | Yamaha     | +6.310    | 26   | 10 |
| 7    | Jean-Philippe Ruggia | Yamaha     | +7.330    | 11   | 9  |
| 8    | Toshihiko Honma      | Yamaha     | +9.560    | 1    | 8  |
| 9    | Carlos Cardús        | Honda      | +15.430   | 9    | 7  |
| 10   | Masumitsu Taguchi    | Honda      | +19.170   | 7    | 6  |
| 11   | Seigo Kikuchi        | Honda      | +19.360   | 27   | 5  |
| 12   | Kyoji Nanba          | Yamaha     | +20.170   | 23   | 4  |
| 13   | Carlos Lavado        | Yamaha     | +20.990   | 10   | 3  |
| 14   | Youichi Yamamoto     | Honda      | +28.770   | 8    | 2  |
| 15   | Keiji Tamura         | Yamaha     | +30.950   | 2    | 1  |
| 16   | Yoshinari Hori       | Honda      | +40.160   | 12   |    |
| 17   | Donnie McLeod        | EMC-Rotax  | +40.450   | 31   |    |
| 18   | Hideshi Tomita       | Honda      | +40.710   | 13   |    |
| 19   | Jean-Michel Mattioli | Yamaha     | +54.880   | 30   |    |
| 20   | Urs Luzi             | Honda      | +55.920   | 25   |    |
| 21   | Jean-François Baldé  | Defi-Rotax | +1:08.340 | 6    |    |
| 22   | Katsuyosji Kozono    | Honda      | +1:10.220 | 29   |    |
| 23   | Yoshihisa Hasegawa   | Yamaha     | +1:14.700 | 39   |    |
| 24   | Kevin Mitchell       | Yamaha     | +1:15.200 | 34   |    |
| 25   | Alberto Puig         | Honda      | +1:29.280 | 22   |    |
| 26   | August Auinger       | Aprilia    | +1:34.270 | 37   |    |
| 27   | René Delaby          | Yamaha     | +1:36.530 |      |    |
| Ret  | Bruno Casanova       | Aprilia    | Ret       |      |    |
| Ret  | Dominique Sarron     | Honda      | Ret       |      |    |
| Ret  | Helmut Bradl         | Honda      | Ret       |      |    |
| Ret  | Junya Arai           | Yamaha     | Ret       |      |    |
| Ret  | Luca Cadalora        | Yamaha     | Ret       |      |    |
| Ret  | Ivan Palazzese       | Yamaha     | Ret       |      |    |
| Ret  | Loris Reggiani       | Aprilia    | Ret       |      |    |
| Ret  | Aaron Slight         | Yamaha     | Ret       |      |    |
| Ret  | Takayoshi Yamamoto   | Yamaha     | Ret       |      |    |
| DNQ  | Manfred Herweh       | Yamaha     | DNS       |      |    |
| DNS  | Paolo Casoli         | Garelli    | DNS       |      |    |
| DNS  | Harald Eckl          | Aprilia    | DNS       |      |    |